# Polizei (Türkische Republik Nordzypern)
Die amtliche Bezeichnung der Zentralbehörde der Polizei in der Türkischen Republik Nordzypern lautet „Polis Genel Müdürlüğü“ (deutsch Generaldirektion der Polizei). Die türkisch-zyprische Polizei ist zentral organisiert, untersteht jedoch den Streitkräften der Türkischen Republik Nordzypern. Sie untersteht außerdem dem Ministerpräsidentenamt und ist zuständig für alle polizeilichen Aufgaben einschließlich der Verkehrsüberwachung. 

## Geschichte und Struktur
Die Vorgängerorganisation der heutigen Polizei wurde im Jahre 1964 gegründet. Das heutige Polizeigesetz der Türkischen Republik Nordzypern hat die Nummer 51/1984 und stammt aus dem Jahre 1984. In der verfassunggebenden Versammlung der Türkischen Republik Nordzypern wurde deren Polizei am 4. November 1984 mit Entscheidung durch Präsident Rauf Denktaş zur offiziellen Polizeibehörde erklärt.
Nach dem türkischen Einmarsch 1974 wurde die türkisch-zyprische Polizei mit genügend neuen Fahrzeugen ausgestattet. Insgesamt 40 Mitglieder starben nach eigenen Angaben bei Kämpfen zwischen der EOKA und der türkisch-zyprischen Polizei.

## Funktion und Mission
Die reguläre Polizei teilt sich entsprechend ihrer unterschiedlichen Aufgabenbereiche in die „Schutzpolizei“ und die „Kriminalpolizei“ auf.
Bei der offiziellen Beschreibung der Aufgaben stehen insbesondere die grundlegende Sicherheit, der Schutz der Bevölkerung, die Verbrechensbekämpfung, auch die von Kindern und Jugendlichen im Vordergrund, sowie die Nutzung von Statistiken, um diese Ziele zu erreichen. Auch das Vertrauen der Bevölkerung in die Polizei sei ein Ziel.

## Kritik
Türkisch-zyprische Medien berichteten, dass die türkisch-zyprische Polizisten einen Bürger der Republik Türkei gefoltert hätten.